# NGC 2512
NGC 2512 est une galaxie spirale barrée située dans la constellation du Cancer. NGC 2512 a été découverte par l'astronome germano-britannique William Herschel en 1787.

## Caractéristiques
Sa vitesse par rapport au fond diffus cosmologique est de 4 914 ± 16 km/s, ce qui correspond à une distance de Hubble de 72,5 ± 5,1 Mpc (∼236 millions d'al).
À ce jour, une dizaine de mesures non basées sur le décalage vers le rouge (redshift) donnent une distance de 55,460 ± 7,179 Mpc (∼181 millions d'al), ce qui est à l'extérieur des valeurs de la distance de Hubble. Notons que c'est avec la valeur moyenne des mesures indépendantes, lorsqu'elles existent, que la base de données NASA/IPAC calcule le diamètre d'une galaxie et qu'en conséquence le diamètre de NGC 2512 pourrait être d'environ 37,0 kpc (∼121 000 al) si on utilisait la distance de Hubble pour le calculer.
NGC 2512 est une galaxie à sursaut de formation d'étoiles. Cette formation d'étoiles a lieu au centre de la galaxie. La classe de luminosité de NGC 2505 est II et elle présente une large raie HI. NGC 2512 est une galaxie dont le noyau brille dans le domaine de l'ultraviolet. Elle est inscrite dans le catalogue de Markarian sous la cote Mrk 384 (MK 384).